# Tendência Comunista Internacionalista
A Tendência Comunista Internacionalista é uma organização política internacional cujas organizações constituintes se identificam com a tradição da esquerda comunista italiana. Foi fundada como Instituto Internacional para o Partido Revolucionário em 1983 em resultado de uma iniciativa conjunta do Partido Comunista Internacionalista (Battaglia Comunista) (PCInt) de Itália e da Organização Comunista Operária (CWO, Communist Workers Organisation)  do Reino Unido. Outras organizações afiliadas são o Internationalist Workers Group / Groupe Internationaliste Ouvrier nos Estados Unidos e no Canadá, o Gruppe Internationaler SozialistInnen (GIS) na Alemanha e uma pequena secção francesa.

## Organizações fundadoras

### Partido Comunista Internacionalista (Bataglia Comunista)
O PCInt (Bataglia Comunista) tem a sua origem no Partido Comunista Internacionalista fundado em Itália em 1943 pela corrente bordiguista. Em 1952 o partido dividiu-se entre a facção de Onorato Damen, que a partir daí passou a usar a designação Partido Comunista Internacionalista (Bataglia Comunista) e a de Amadeo Bordiga, o Partido Comunista Internacionalista (Il Programa Comunista), mais tarde Partido Comunista Internacional (Il Programa Comunista).

### Organização Comunista Operária
A CWO foi fundada em 1975 pela união dos grupos Workers Voice, baseado em Liverpool, e Revolutionary Perspectives, baseado no norte de Inglaterra e na  Escócia, surgido de uma cisão no grupo Solidariedade (a organização britânica congénere do grupo francês Socialismo ou Barbárie). Ambos os grupos defendiam posições similares às assumidas nos anos 20 pelo Partido Comunista Operário da Alemanha, que serviu de inspiração para o nome "Organização Comunista Operária".

## Ideologia
O inicialmente chamado Instituto Internacional para o Partido Revolucionário baseia-se em 7 pontos aprovados na terceira de várias conferências promovidas pelo PCInt (Bataglia Comunista) entre 1977 e 1981:
- Aceitar a Revolução de Outubro como uma revolução proletária
- Reconhecer a rutura com a social-democracia efetuada nos dois primeiros congressos da Internacional Comunista
- Rejeitar sem reservas o capitalismo de estado e a autogestão
- Rejeitar, por serem burgueses, os partidos ditos Socialistas e Comunistas
- Rejeitar políticas que levem à subordinação do proletariado à burguesia nacional
- Orientação para as organizações de revolucionários que reconhecem a doutrina e a metodolgia marxistas como ciência proletária
- Reconhecer as reuniões internacionais como parte do trabalho de debate entre as organizações revolucionárias  para a intervenção na luta de classes e para a criação do "Partido Internacional do Proletariado" para guiar o movimento revolucionário e o poder do proletariado

Além desses 7 pontos, a organização considera que:
- A revolução proletária terá que ser internacional, o que requer a existência de um partido internacional previamente organizado
- O IIPR teria por missão contribuir para a criação de um partido comunista mundial, mas ainda não era esse partido, que não poderia ser criado a partir de um único núcleo ou organização
- Antes da criação desse partido revolucionário, o seu programa tem que ser clarificado através da discussão e do debate entre os seus possíveis partidos integrantes
- As organizações que irão criar esse partido mundial terão que já ter implantação real entre a classe operária da sua área
- Uma organização revolucionária não se deve limitar a ser uma rede de propaganda, mas estabelecer-se como uma força revolucionária dentro do proletariado
- Nem a classe operária pode dispensar a existência de um partido, nem o partido é a classe. O partido é a arma mais importante da classe operária na luta de classes, mas não se pode substituir à classe; cabe à classe operária no seu todo a tarefa de construir o socialismo, tarefa que não poder ser delegada, nem sequer à vanguarda da classe.

No que diz respeito à natureza do socialismo e à análise da sociedade atual, as posições da TCI são de que:
- A URSS e os outros regimes ditos "socialistas" não o eram verdadeiramente, já que os meios de produção não era geridos pelo conjunto da comunidade, mas por uma elita burocrática que mantinha um estilo de vida privilegiado
- O poder na sociedade socialista não será exercido pelo partido, mas por assembleias de trabalhadores, constituindo um semi-estado que irá desaparecendo
- O partido deve liderar politicamente os trabalhadores, mas tal deve ser feito tentando convencer as assembleias de trabalhadores do programa do partido, não por imposição
- Não participação em eleições para os estados burgueses, considerando que a democracia burguesa é a ditadura da burguesia
- Não participação nas lutas de libertação nacional,  considerando que estas dividem o proletariado dos diversos países
- Não participação em frentes de unidade antifascistas, considerando que o fascismo é um produto do capitalismo, e portanto não faz sentido alianças com facções da burguesia para combater o fascismo
- Os sindicatos são órgãos de mediação entre os trabalhadores e o patronato e estão ligados ao capitalismo e ao Estado, não defendendo os interesses dos trabalhadores. Em alternativa aos sindicatos, a TCI defende organizações de base, como comités de luta ou comités de greve
- O capitalismo está numa fase de decadência, mas tal não significa que se vá necessariamente abrir caminho ao comunismo: se não haver uma direção revolucionária, o resultado da decadência do capitalismo serão guerras e catástrofes, não a revolução

## História
Os primeiros contactos entre a CWO e o PCInt foram nos anos 70, na sequência de uma crítica publicada pelo segundo à plataforma da primeira.
A partir de 1977 o PCInt começou a organizar conferências internacionais de grupos de esquerda comunista, com a participação de organizações como a Corrente Comunista Internacional, a CWO e outras. Embora todas concordassem na maior parte dos assuntos, surgiu uma divergência insanável na questão do papel do partido revolucionária e a sua ligação com a classe operária, opondo o PCInt e a CWO à CCI. Na terceira conferência internacional, o PCInt e a CWO aprovaram o já referido critério de 7 pontos que serviu de base à participação nas conferências posteriores.
Em 1982 realizou-se uma quarta conferência internacional, reunindo o PCInt, a CWO e os Estudantes da União de Militantes Comunistas do Irão (SSUCM), que haviam concordado com os 7 critérios. No entanto, os SSUCM em breve se afastaram, e a fusão da União de Militantes Comunistas com um grupo guerrilheiro separatista curdo (o Komalah), criando o Partido Comunista do Irão, foi vista como uma rutura com os princípios da esquerda comunista, nomeadamente no que diz respeito à posição face às lutas de libertação nacional.
Em 1983 o PCInt e a CWO criaram o Instituto Internacional para o Partido Revolucionário, que a partir de 2009 adotou a desgnação "Tendência Comunista Internacionalista".